# Baedeker Blitz
Baedeker Blitz (auch Baedeker raids; dt. Baedeker-Angriffe) ist die im englischen Sprachraum verwendete Bezeichnung für im Zweiten Weltkrieg durchgeführte Vergeltungsangriffe der deutschen Luftwaffe. Nach dem Luftangriff der Royal Air Force auf das historische Stadtzentrum von Lübeck in der Nacht vom 28. auf den 29. März 1942 und dem „Viertagebombardement“ Rostocks vom 23. bis 27. April 1942 erfolgten deutsche Angriffe auf kulturell bedeutende Städte Englands.

## Durchführung
Die Baedeker-Angriffe wurden vom IX. Fliegerkorps der Luftflotte 3 in zwei Wellen im April und Anfang Mai 1942 sowie Ende Mai und Anfang Juni 1942 durchgeführt. Ziele waren militärisch unbedeutende Städte in England, die bedeutende historische Gebäude besaßen.

### Exeter
Bereits vor dem April 1942 waren gelegentlich Bomben auf die Stadt Exeter gefallen. Der erste Bombenabwurf ereignete sich in der Nacht vom 7. auf den 8. August 1940, dabei warf ein einzelner deutscher Bomber fünf Bomben ab. Am Morgen des 9. August 1940 meldete eine lokale Tageszeitung, dass die ersten Opfer deutscher Angriffe auf Exeter „ein Kanarienvogel und einige Hühner“ gewesen seien. Dieser Angriff, wie fast alle der insgesamt 19 Bombenabwürfe auf Exeter während des Krieges, wurde nicht als gezielter Angriff betrachtet, sondern als Abwurf nicht genutzter Bomben beim Heimflug von den eigentlichen Zielen, britischen Industriezentren im Norden des Landes.
Der erste der „Baedeker-Angriffe“ hatte hingegen in der Nacht vom 23. auf den 24. April 1942 Exeter als Ziel. 25 deutsche Bomber wurden erstmals mit Radarstrahlen auf ihr Ziel geleitet. Der Angriff, der für die Luftwaffe ohne Verluste verlief, forderte etwa 70 Tote in Exeter. Am folgenden Tag fiel in einer Pressekonferenz des Auswärtigen Amtes in Berlin die Äußerung, die diesen und die später folgenden Angriffe mit dem Baedeker-Reiseführer in Verbindung brachte. In der Nacht zum 4. Mai 1942 wurde Exeter erneut das Ziel eines Angriffs. 40 Bomber warfen innerhalb von eineinhalb Stunden 75 Tonnen Sprengbomben und etwa 10.000 Brandbomben über der Stadt ab, zurück blieben 161 Tote und 476 Verletzte.

### Bath
Am 25. und 26. April wurde die historische Stadt Bath in zwei aufeinander folgenden Nächten Ziel deutscher Angriffe. Die beiden mit insgesamt 100 Bombern durchgeführten Angriffe töteten 417 Menschen, verletzten 900, zerstörten etwa 1.000 Gebäude der Stadt und beschädigten fast 2.000 weitere.

### Norwich

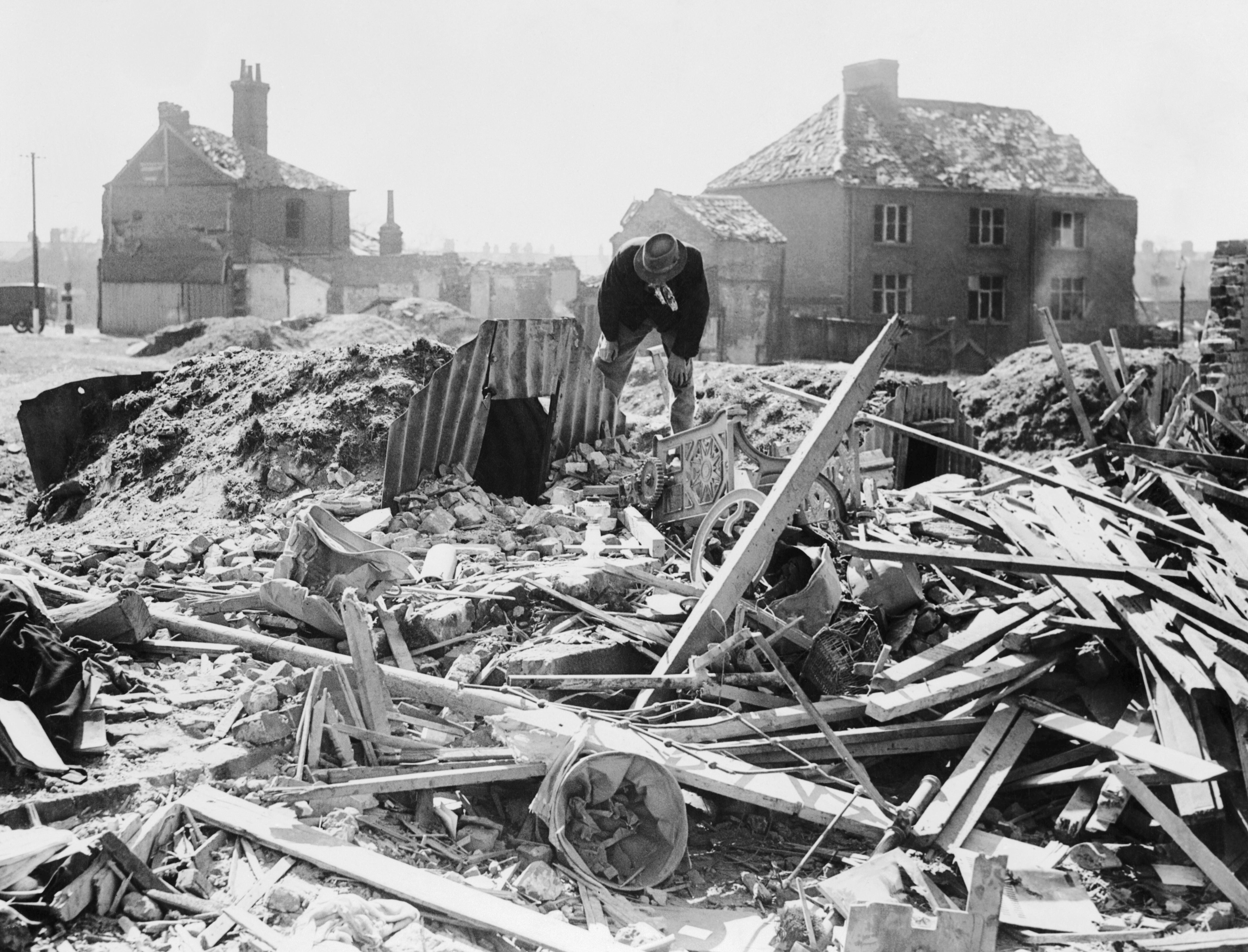
Bombenschäden in Norwich, der Mann in der Bildmitte schaut in einen behelfsmäßigen Bunker

Norwich wurde am 27. und am 29. April bombardiert, dabei wurden mehr als 200 Feuer ausgelöst und mehr als 900 Einwohner verletzt oder getötet. Tausende Häuser wurden beschädigt oder zerstört.

### York
Der Angriff auf York begann gegen Mitternacht in der Nacht vom 28. auf den 29. April 1942, 300 Tote und Verletzte und mehrere Tausend zerstörte oder stark beschädigte Häuser waren die Folge.

### Canterbury
Die zweite Welle der Baedeker-Angriffe erfolgte nach dem 1000-Bomber-Angriff auf Köln in der Nacht vom 30. auf den 31. Mai 1942. Dem von der deutschen Presse ausdrücklich als Vergeltung bezeichneten Angriff auf Canterbury in der Nacht zum 1. Juni 1942 fielen 140 Einwohner zum Opfer, und das mittelalterliche Stadtzentrum wurde verwüstet. Kleinere Angriffe folgten in den nächsten Tagen, bis zum 6. Juni 1942.

### Gesamtbilanz
Bei den Angriffen kamen in den fünf Städten insgesamt 1637 Zivilpersonen ums Leben, 1760 wurden verletzt. Mehr als 50.000 Gebäude wurden zerstört oder schwer beschädigt. Bekannte Gebäude waren die Guildhall in York und die Assembly Rooms in Bath.
Über die Verluste der deutschen Luftwaffe werden unterschiedliche Angaben gemacht. Einige Berichte geben an, dass die unverteidigten Städte leichte Ziele waren und es kaum zu Abschüssen oder sonstigen Verlusten kam, andere bezeichnen die Verluste als „schwer“. Die Angriffe auf schwach verteidigte kleine Städte wurden als Zeichen dafür gewertet, dass die deutsche Luftwaffe zu großen Angriffen auf bedeutende Ziele wie London nicht mehr fähig sei. Die britische Propaganda feierte einerseits den großen Erfolg ihrer Angriffe auf Lübeck und Rostock, gerade in Bezug auf die zerrüttete Moral der Bevölkerung, hob aber andererseits hervor, dass die deutschen Baedeker-Angriffe keine derartige Wirkung entfachten und den Durchhaltewillen der eigenen Bevölkerung nur steigerten. Die deutsche Propaganda vertrat die entgegengesetzte Position.
Neben diesen eigentlichen Baedeker-Angriffen werden weitere, spätere Bombardierungen gelegentlich als Baedeker-Angriffe bezeichnet. Die Ziele lagen alle in Ostengland, es handelte sich um die Städte Bury St Edmunds, Cambridge, Yarmouth und Ipswich. Bei diesen Angriffen wurden vergleichsweise wenige Flugzeuge eingesetzt und Bomben abgeworfen, so dass diese Angriffe von Historikern nicht zu den Baedeker-Angriffen gezählt werden.

## Namensgebung

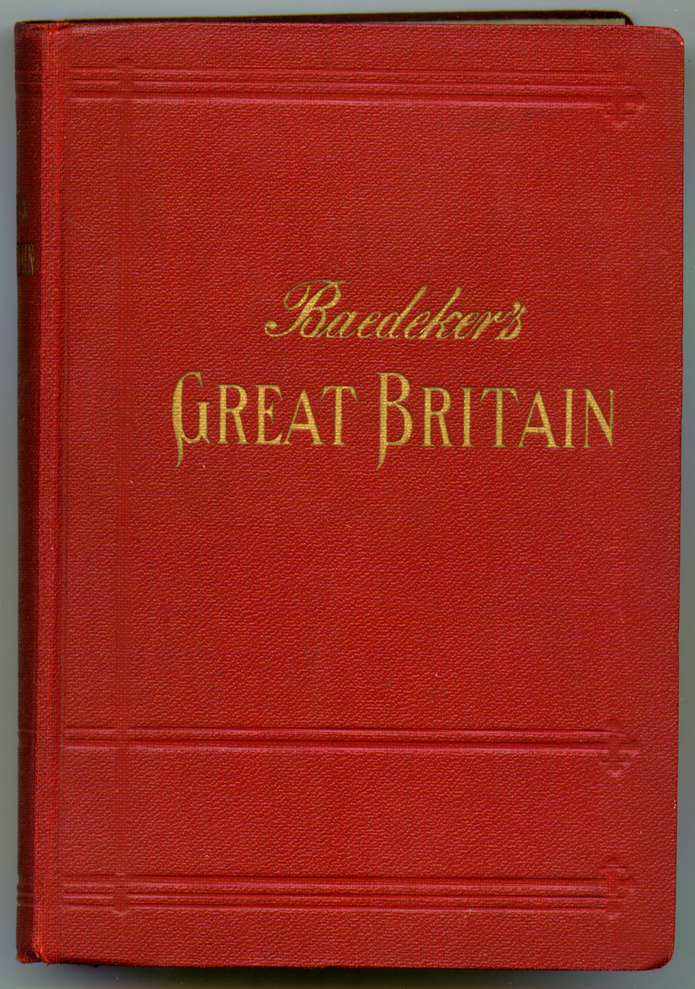
Baedeker-Reiseführer Großbritannien von 1937

Der von Historikern als Befehl zu den Baedeker-Angriffen angesehene Führerbefehl datiert vom 14. April 1942, darin wird keinerlei Bezug auf die Zerstörung von Kulturgütern genommen. Es werden lediglich die Intensivierung der Angriffe und „Terrorangriffe“ auf andere Städte als London, mit dem Ziel möglichst empfindlicher Störungen des öffentlichen Lebens, befohlen. Am Vormittag des 24. April 1942, dem Tag nach dem ersten Angriff auf Exeter, sagte der Vortragende Legationsrat Gustaf Braun von Stumm während einer Pressekonferenz im Auswärtigen Amt, dass die deutsche Luftwaffe nun jedes Gebäude in Großbritannien mit drei Sternen im „Baedeker“ bombardieren werde.
In den Medien der westlichen Alliierten wurde der Begriff Baedeker raids rasch gebräuchlich. In der britischen „The Times“ erschien am 29. April 1942 ein Artikel, in dem unter Berufung auf „Korrespondenten neutraler Zeitungen“ ein ungenannter deutscher Beamter mit den Worten „Now the Luftwaffe will go for every building which is marked with three stars in Baedeker“ („Jetzt wird die Luftwaffe jedes Gebäude mit drei Sternen im Baedeker angreifen“) zitiert wird. In den späteren Presseberichten über deutsche Angriffe auf Exeter, Norwich und York wurden diese Luftangriffe dann als Baedeker raids bezeichnet.
Von Stumms Äußerung war in der Sache falsch, da die Vergabe von drei Sternen in Baedeker-Reiseführern gar nicht vorkam, auch nicht bei der 1937 erschienenen letzten Auflage des Reisehandbuchs für Großbritannien vor 1945. Touristisch und künstlerisch wichtige Sehenswürdigkeiten konnten einen Stern erhalten. Zwei Sterne wurden nur für wenige, herausragende Besuchsziele vergeben. Exeter, Bath und Norwich gehörten ebenso wenig in diese Kategorie wie Bury St. Edmunds, Great Yarmouth und Ipswich. Der deutsche Propagandaminister Joseph Goebbels soll über die Stumm’sche Wortprägung laut seinem Tagebucheintrag vom 2. Mai 1942 äußerst verärgert gewesen sein und den Verantwortlichen „scharf gerügt“ haben.

## Militärhistorischer Hintergrund

### Allgemeine militärische und politische Lage
Nach dem Angriff Deutschlands auf die Sowjetunion war von Seiten Stalins, aber auch aus der militärischen und politischen Führung der übrigen Alliierten, wiederholt die Forderung nach einer „zweiten Front“ in Europa erhoben worden, einer großen militärischen Intervention der Westalliierten in Nordwesteuropa, um den Abzug deutscher Kräfte von der Ostfront zu erzwingen. Es bestand die Sorge, dass die Allianz den Krieg gegen Hitlerdeutschland durch eine Niederlage im Osten insgesamt verlieren würde. Im Frühjahr 1942 versprach Franklin D. Roosevelt dem sowjetischen Außenminister Molotov eine zweite Front. Der Begriff der „zweiten Front“ tauchte ab 1942 immer wieder in den alliierten Medien auf, in der politischen Berichterstattung wie auch in zahlreichen Karikaturen. Dort wurde immer wieder das Gespenst der „zweiten Front“ dargestellt, das Hitler den Schlaf raubt.
Zur gleichen Zeit erklärte Churchill gegenüber dem Stabschef der Luftwaffe, dass Bombardierungen nicht entscheidend seien, aber besser als nichts zu unternehmen. Die Versenkungen alliierter Handelsschiffe durch deutsche U-Boote im Atlantik stiegen dramatisch an, bis sie im Juni 1942 ihren Höhepunkt erreichten, und das deutsche Afrikakorps war seit Anfang 1942 wieder eine Bedrohung für den strategisch überaus bedeutsamen Sueskanal. Die Aufwertung des britischen Bomber Command und die beabsichtigte Ausweitung des Bombenkriegs durch die britischen Seite wurde erstmals bei den Angriffen auf Lübeck und Rostock sichtbar, die mit den „Baedeker-Angriffen“ beantwortet wurden.

### Bombardierung ziviler Ziele als Strategie
Bereits 1893, mehr als zehn Jahre vor den ersten motorisierten Flügen der Brüder Wright, bezeichnete der britische Major J. D. Fullerton in einem Vortrag vor amerikanischen Kollegen den Einfluss der Luftfahrt auf die Kriegskunst als ebenso bedeutend wie die Erfindung des Schießpulvers. Kriege der Zukunft könnten mit einer großen Luftschlacht beginnen, und das Auftauchen der Luftflotte über der feindlichen Hauptstadt würde wahrscheinlich einen Feldzug beenden. Die Beherrschung des Luftraums sei zukünftige eine Voraussetzung jedes Land- und Luftkriegs. Eine ähnliche Auffassung vertrat der britische Autor Frederick W. Lanchester im Vorwort zu seinem 1907 erschienenen Buch „Aeronautics“: „(…) in baldiger Zukunft muss die Beherrschung des Luftraums für die Zukunft des Empire ebenso bedeutend sein wie unsere fortdauernde Überlegenheit auf den Meeren.“
1917 hieß es in einem britischen Regierungsbericht „(…) the day may not be far off when aerial operations with their devastation of enemy lands and destruction of industrial and populous centres on a vast scale may become the principal operations of war, to which the older forms of military and naval operations may become secondary and subordinate“ („(..) der Tag kann nicht weit sein, an dem Luftangriffe mit ihrer Verwüstung feindlicher Gebiete und der Zerstörung von Zentren der Industrie und der Bevölkerung in gewaltigem Maßstab die wesentlichen Kriegshandlungen sein werden, denen gegenüber die älteren Formen des Land- und Seekriegs zweitrangig und von untergeordneter Bedeutung sind“). Die 1921 veröffentlichte Abhandlung Dominio dell'Aria („Luftherrschaft“) des italienischen Generals Giulio Douhet war ein wesentlicher Schritt auf dem Weg zum Luftkrieg. In seinem Buch erklärt er, dass der Luftkrieg den Willen eines Volkes durch die Zerstörung seiner lebenswichtigen Zentren brechen könne. Ziele des Luftkriegs seien die Industrie, die Transport-Infrastruktur, Kommunikationseinrichtungen, die Regierung und „der Wille des Volkes“. Unter Befürwortern des Bombenkriegs in fast der ganzen Welt wurden Douhets Ansichten angenommen, doch in der britischen Militärführung blieb sein Einfluss gering, vergleichbare Positionen wurden unabhängig von Douhet entwickelt. Dazu trug bei, dass die erste englische Übersetzung seines Buches erst 1943 erschien.
Dabei war die Theorie der strategischen Bombardierung zunächst, vor dem Hintergrund, der Erfahrungen mit den Stellungskriegen des Ersten Weltkriegs, auf die Schonung von Menschenleben ausgerichtet. Die Zerstörung feindlicher Produktionsanlagen und Transportmittel sollte den Gegner in den Möglichkeiten der Kriegsführung einschränken und nach kurzer Zeit zur Kapitulation der militärischen Einheiten führen, denen der Nachschub fehlte. Erst wenn dieser ideale Ablauf nicht verwirklicht werden konnte, sollten Angriffe auf zivile Ziele, zum Beispiel die Wohnbebauung der Großstädte, den Willen der Bevölkerung brechen und so zur Kapitulation führen. Bereits 1924 hatte der Stab der britischen Luftwaffe sich dafür ausgesprochen, vom Beginn eines Krieges an militärische Ziele in bewohnten Gebieten zu bombardieren, mit der Absicht, durch den demoralisierenden Effekt solcher Angriffe und durch die schwerwiegende Zerrüttung der normalen Lebensverhältnisse eine Entscheidung herbeizuführen.
Es bestand unmittelbar vor Beginn und in den ersten Jahren des Zweiten Weltkriegs sowohl im Zusammenhang mit den Bemühungen um eine effektive Luftverteidigung als auch in der Diskussion um die Vertretbarkeit von Angriffen auf die Zivilbevölkerung eine Neigung, die Folgen von Luftangriffen deutlich zu überschätzen. So nannte eine britische Studie von 1938 für den Fall einer deutschen, gegen britische Städte gerichteten Luftoffensive eine Zahl von bis zu 150.000 Todesopfern innerhalb der ersten Woche. Dabei waren offenbar die Angaben zu den Opfern des deutschen Luftangriffs auf Gernika während des Spanischen Bürgerkriegs auf „Tote pro Tonne Bomben“ umgerechnet worden; tatsächlich erlitt nur Japan bei den Angriffen auf Tokio im März 1945 und bei den Atombombenabwürfen auf Hiroshima und Nagasaki derartig hohe Verluste.
Unmittelbar nach dem Kriegsbeginn im September 1939 hatte die britische Regierung den Handlungsspielraum des Bomber Command drastisch eingeschränkt, Angriffe auf Ziele, die zu Opfern unter der Zivilbevölkerung führen konnten, waren ausdrücklich verboten. Bis zum deutschen Überfall auf Frankreich, Belgien und die Niederlande im Mai 1940 beschränkte sich die Royal Air Force weitgehend auf nächtliche Abwürfe von Flugblättern. Anschließend wurden die ihr auferlegten Beschränkungen gelockert. Dennoch wurden im Zeitraum von Mai 1940 bis Anfang 1942 überwiegend industrielle Ziele wie Ölraffinerien, Aluminium- und Flugzeugwerke und Transportwege angegriffen. Die Wirkung dieser Angriffe war begrenzt.
Die Area Bombing Directive („General Directive No.5 (S.46368/D.C.A.S)“) wurde am 14. Februar 1942 vom britischen Luftfahrtministerium herausgegeben. Sie ermächtigte den eine Woche später zum Oberbefehlshaber des Bomber Command der Royal Air Force (RAF) ernannten Luftmarschall Arthur Harris, seine Streitkräfte ab sofort ohne jede Beschränkung einzusetzen: „You are accordingly authorised to use your forces without restriction […]“. Darüber hinaus wurde Harris informiert, dass die Einsätze auf die Moral der feindlichen Zivilbevölkerung zu konzentrieren seien – insbesondere auf die der Industriearbeiter: „It has been decided that the primary objective of your operations should be focused on the morale of the enemy civil population and in particular the industrial workers“.
Schon in den ersten Wochen von Harris’ Dienstzeit als Chef des Bomber Command ergab ein Vergleich der von Bombern in Deutschland und Großbritannien verursachten Schäden, dass die deutschen Angriffe deutlich größere Zerstörungen verursachten. Der Grund bestand im größeren Anteil von Brandbomben in der von den Deutschen abgeworfenen Bombenlast, darüber hinaus waren die britischen Angriffe nicht stark genug konzentriert um schwere Feuer zu verursachen und die Feuerwehr bei der Brandbekämpfung zu überfordern. Die wenig später geführten Angriffe auf Lübeck und Rostock zeigten, dass die Royal Air Force auf diese Feststellungen rasch reagiert hatte.
Die Wirksamkeit der Bombenangriffe war umstritten. Eine Untersuchung stellte 1941 fest, dass wesentlich weniger Flugzeuge als nach Angaben der Besatzungen ihr vorgesehenes Ziel erreichten. Der Anteil derjenigen, die mit ihren Bomben das Ziel trafen, war noch niedriger und Präzisionsabwürfe gar nicht zu leisten. Im August 1941 ergab eine Analyse von Luftaufnahmen, dass nur ein Drittel der abgeworfenen Bomben weniger als 5 Meilen vom beabsichtigten Ziel entfernt einschlugen, mit Abweichungen vom Ziel bis zu 100 Meilen, und nur etwa 30 % trafen zumindest teilweise bebaute Gebiete. Der Anteil stieg in Vollmondnächten auf bis zu 40 %, doch eine starke Flugabwehr wie an der Ruhr reduzierte die Trefferquote auf 10 %. Die Auswirkungen der Störungen und Arbeitsunterbrechungen und der Todesopfer wurden gegenüber den unmittelbaren Schäden an kriegswichtigen Einrichtungen als schwerwiegender eingeschätzt. Die Angriffe auf das Renault-Werk bei Paris, auf Lübeck und auf Rostock im März und April 1942 waren erste Versuche, die mangelnde Wirkung der Bombenangriffe durch den Einsatz von Brandbomben als Zielmarkierungen und zur Brandlegung zu steigern.

### Vorangegangene Bombardierungen ziviler Ziele

#### Italienisch-Türkischer Krieg
Als erster von einem Flugzeug durchgeführter Bombenabwurf in der Militärgeschichte gilt ein Vorfall aus dem Italienisch-Türkischen Krieg. Am 1. November 1911 warf der italienische Leutnant Giulio Gavotti aus seinem Eindecker Etrich Taube drei Sprengkörper von etwa 1,5 Kilogramm Gewicht auf die Oase Ain Zara und einen vierten auf eine weitere Oase in der Nähe von Tripolis. Über Opfer ist nichts bekannt, gleichwohl wurde über den Bombenabwurf bereits am nächsten Tag in der schwedischen Tageszeitung Dagens Nyheter berichtet.

#### Erster Weltkrieg

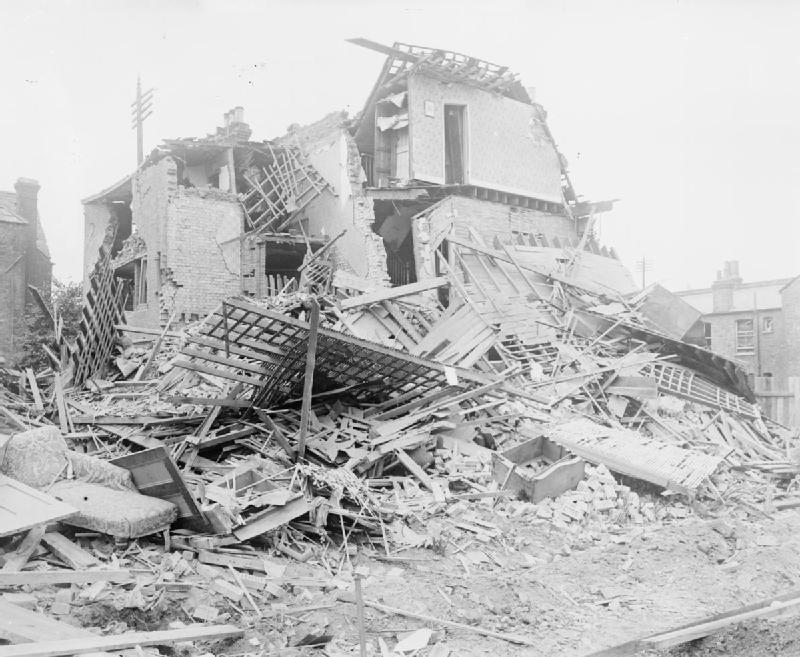
London, Schäden nach einem Zeppelin-Angriff 1916

Ab Januar 1915 wurden von deutschen Luftschiffen Ziele in Großbritannien bombardiert. Es zeigte sich, dass die befohlenen gezielten Angriffe auf militärische Einrichtungen nicht durchführbar waren, die mangelnde Präzision bei den Bombenabwürfen führte zu Opfern in der Zivilbevölkerung. Die wesentliche Wirkung der Angriffe bestand aus der Panik und dem allgemeinen Gefühl der Unsicherheit in der Bevölkerung, durch die Presse verstärkt und in das ganze Land getragen. Die Einsätze der Zeppeline waren wegen der rasch entwickelten Verteidigungsmaßnahmen der Briten bald äußerst gefährlich, von 73 Luftschiffen der Marine gingen 53 verloren.
Ab März 1917 kamen schwere Bomber des Typs Gotha G. V zum Einsatz, der erste Tagesangriff auf London forderte am 13. Juni 1917 162 Menschenleben. Unter den Toten befanden sich 18 Grundschüler, deren Schule von einer abgeworfenen Bombe getroffen wurde. Gleichwohl waren die materiellen Schäden, auch an kriegswichtigen Einrichtungen, gering. Die Angriffe wurden auf beiden Seiten schnell als militärisch bedeutungslos erkannt, und auf deutscher Seite wurde die Moral der britischen Bevölkerung erklärtes Angriffsziel. Im Rückblick stellte ein britischer Historiker dem durch 27 schwere Bombenangriffe erzielten Sachschaden von 3 Millionen britischen Pfund die Schadenssumme von 70 Millionen Pfund gegenüber, die seinerzeit in Großbritannien alljährlich durch Ratten verursacht wurde.

#### Spanischer Bürgerkrieg
Ab dem 31. März 1937 wurden von deutschen Flugzeugen der Legion Condor, begleitet von einigen italienischen Flugzeugen, über mehrere Tage hinweg wiederholt Bomben auf die baskische Stadt Durango abgeworfen. Tiefer ins öffentliche Bewusstsein drang jedoch die einen Monat später, am 26. April 1937, erfolgte Bombardierung der Stadt Gernika durch 21 Flugzeuge der Legion Condor und drei italienische Bomber. Bei dem Angriff wurden auf die von 7.000 Menschen bewohnte Stadt 40,5 Tonnen Bomben abgeworfen, bis zu 1.650 Menschen starben. Diese Luftangriffe waren die ersten Verstöße der deutschen Luftwaffe gegen das Kriegsvölkerrecht. Darüber hinaus wurde Gernika vorrangig wegen seiner Bedeutung als kulturelle Hauptstadt des Baskenlandes angegriffen.
Bei einem weiteren Angriff durch italienische Bomber starben im März 1938 in Barcelona durch den Abwurf von 42 Tonnen Bomben mehr als 3.000 Menschen. Auch die Bombenabwürfe der japanischen Luftstreitkräfte auf chinesische Städte im Japanisch-Chinesischen Krieg ab Ende 1937 zeigten, dass die strategische Bombardierung nicht, wie in den zurückliegenden Jahrzehnten erhofft, den unermesslichen Verlust an Menschenleben der Stellungskriege verhindern würde. Vielmehr waren die Opfer jetzt nicht mehr überwiegend Angehörige der kämpfenden Truppe, sondern Zivilisten.

#### Zweiter Weltkrieg: Stufen der Eskalation
Ab dem frühen Morgen des 1. September 1939 flogen deutsche Bomber und Jagdflugzeuge schwere Angriffe auf Ziele in Polen. Die Bombardierung von Wieluń begann am 1. September 1939 um 4.40 Uhr, fünf Minuten vor dem Beschuss der Westerplatte, der üblicherweise als der Beginn des Zweiten Weltkriegs angesehen wird. Das Stadtzentrum wurde zu 90 % zerstört, obwohl sich in der Stadt und ihrer Umgebung keine bedeutenden militärischen Ziele befanden. Etwa 1.300 Zivilisten kamen ums Leben.

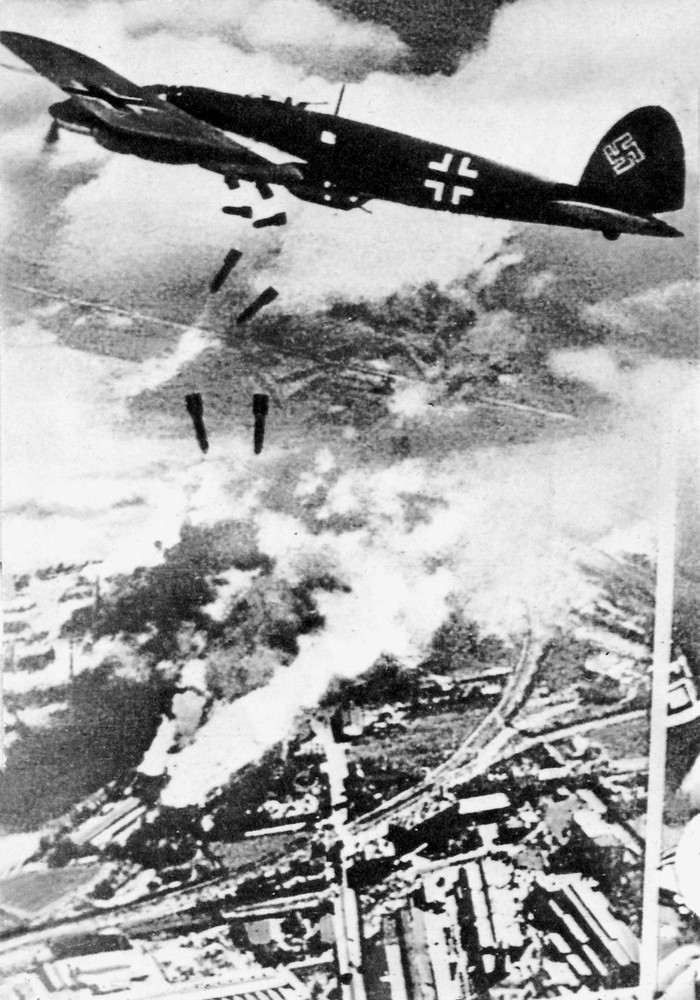
Ein deutsches Flugzeug wirft Bomben über Warschau ab

Warschau wurde durch gezielte Bombardierung in der Zeit vom 24. bis 27. September 1939 zu 10 % zerstört, in der Altstadt fielen diesen ersten Angriffen 782 von 987 historischen Bauten zum Opfer. Nach dem Scheitern des Warschauer Aufstands von 1944 erging der Befehl, Warschau dem Erdboden gleichzumachen. Gebäude, Bibliotheken, Museen und Archive wurden vernichtet; was übrig geblieben war, wurde Ende 1944 in Zügen nach Deutschland abtransportiert.
Freiburg im Breisgau wurde am 10. Mai 1940 versehentlich durch deutsche Flieger des Kampfgeschwaders 51 bombardiert, der größte Teil der Bomben traf den örtlichen Flughafen oder schlug in der Nähe ein. Unter den 57 Toten befand sich eine große Zahl von Zivilisten, einschließlich mehrerer Kinder. Der Bombenabwurf wurde von der Führung der Luftwaffe und der nationalsozialistischen Propaganda zunächst französischen Fliegern und dann, bis zum Kriegsende, der Royal Air Force angelastet. Im Völkischen Beobachter, Ausgabe München, hieß es dazu am folgenden Tag: „Zur Vergeltung dieses völkerrechtswidrigen Vorgehens wird die deutsche Luftwaffe in derselben Weise antworten. Von jetzt ab wird jeder weitere planmäßige feindliche Bombenangriff auf die deutsche Bevölkerung durch die fünffache Anzahl von deutschen Flugzeugen auf eine englische oder französische Stadt erwidert werden.“ In den Monaten und Jahren nach dem Vorfall wurde der Unfall von Adolf Hitler und Joseph Goebbels in ihren Reden wiederholt als angeblicher Beginn des britischen Luftkriegs gegen die deutsche Bevölkerung thematisiert.
Unmittelbar nach dem deutschen Einmarsch in die Niederlande wurde Mönchengladbach in der Nacht vom 11. auf den 12. Mai 1940 von der Royal Air Force mit 35 Bombern angegriffen. Der Angriff war gegen die in der Stadt verlaufenden Straßen- und Eisenbahnverbindungen gerichtet und tötete vier Zivilisten.
Rotterdam wurde am 14. Mai 1940, wenige Tage nach Beginn des Westfeldzugs, von deutschen Bombern des Kampfgeschwaders 54 angegriffen. Infolge mangelhafter Kommunikation zwischen den deutschen Truppen vor Rotterdam und ihren übergeordneten Dienststellen wurde der Angriff durchgeführt, obwohl die Übergabe der Stadt unmittelbar bevorstand. Der Angriff kostete 814 Zivilisten das Leben, hinterließ 80.000 Obdachlose und zerstörte die komplette Altstadt Rotterdams. Noch am selben Abend erklärte die niederländische Regierung die Kapitulation.
Am 24. August 1940 warfen zwei oder drei deutsche Flugzeuge ihre Bomben entgegen dem ausdrücklichen Befehl Hitlers auf London ab, eigentlich war ein anderes Ziel vorgesehen. Bereits am nächsten Tag griffen 80 britische Bomber Berlin an, weitere Angriffe folgten in den vier darauf folgenden Nächten. Die geringen Schäden an Brandenburger Tor und Reichstag wurden von der deutschen Propaganda als gezielte Angriffe auf deutsche Nationalsymbole dargestellt. Hitler widerrief seinen Befehl, London nicht anzugreifen am 30. August und erteilte Hermann Göring, dem Oberbefehlshaber der Luftwaffe, den Befehl britische Städte Tag und Nacht zu bombardieren. Am 5. September 1940 versprach Göring öffentlich die Vergeltung, ab dem 7. September wurden mehrere Tagesangriffe auf London geflogen. Von Mitte September bis zum 16. Mai 1941 kam es zu der Serie überwiegend nächtlicher deutscher Angriffe auf London, die als „The Blitz“ bezeichnet werden.
Ab Anfang November 1940 griff die britische Luftwaffe eine Anzahl deutscher Großstädte mit Flächenbombardements an. Dem Bomber Command wurde aufgetragen, sich auf zwei Ziele zu konzentrieren: die Ölindustrie soweit es die Sichtverhältnisse erlaubten, oder die Moral der Bevölkerung. Zu dieser Zeit war die deutsche Luftwaffe bereits dazu übergegangen, jeden Bombenangriff zur Markierung der Abwurfstellen für nachfolgende Bomber mit dem Abwurf von Brandbomben einzuleiten. Das Bomber Command wurde ermächtigt ebenso vorzugehen.

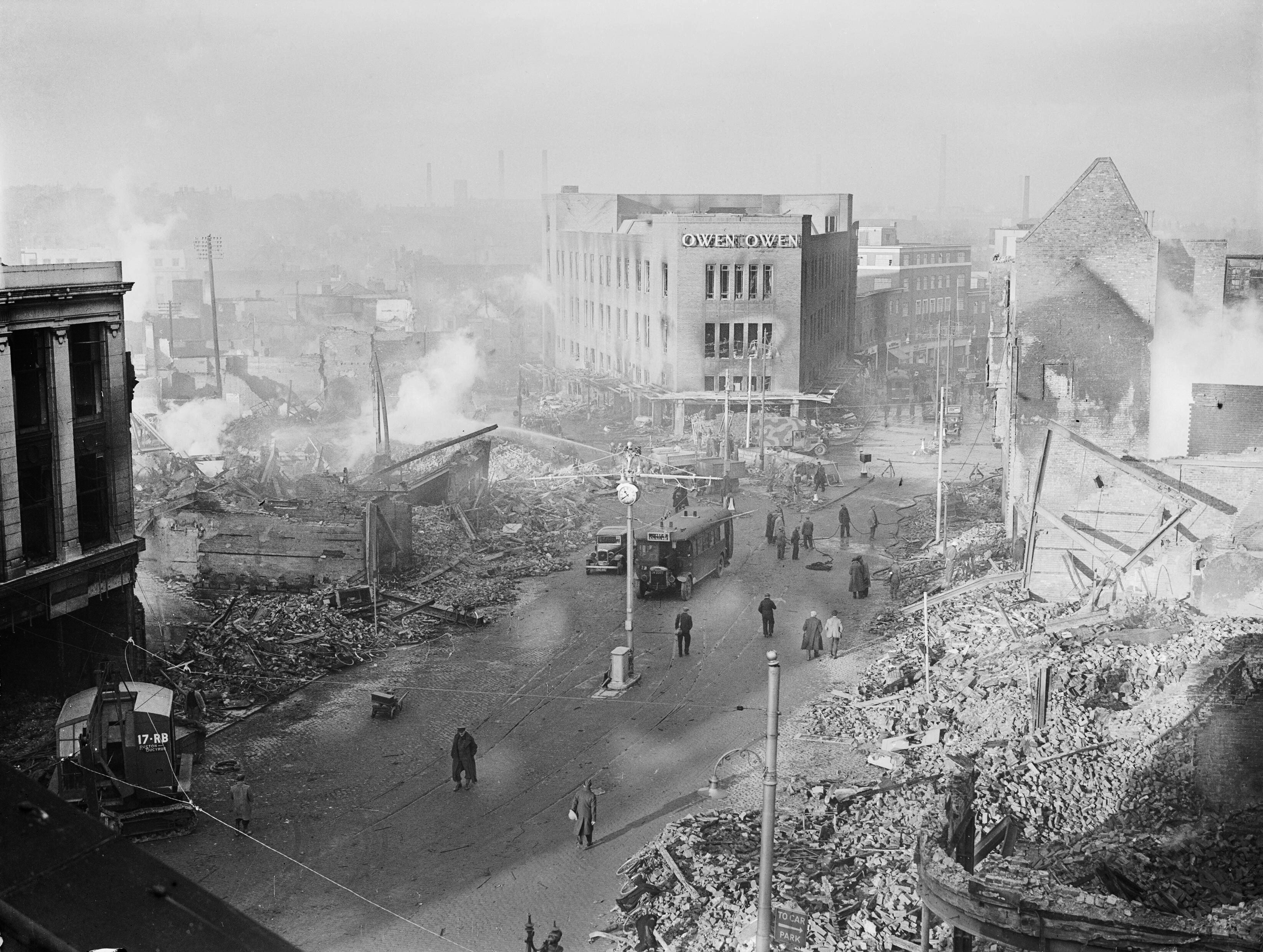
Coventry, die Innenstadt nach dem Bombenangriff

Die britische Industriestadt Coventry wurde am 14. November 1940 das Ziel eines großen deutschen Bomberangriffs. Der Angriff richtete sich vorrangig gegen die örtlichen Industriebetriebe, die in der britischen Rüstungsproduktion eine bedeutende Rolle spielten, doch wurden beträchtliche Schäden an Wohngebäuden, zivilen Einrichtungen und Kulturgütern in Kauf genommen. Die deutsche Propaganda prägte anschließend den Begriff „coventrieren“ als Bezeichnung für die Zerstörung einer Stadt. Ab 16. November 1940 kam es zu britischen Flächenbombardements deutscher Städte, beginnend mit einem Angriff mit 127 Bombern auf Hamburg, als unmittelbare Reaktion auf die Zerstörung Coventrys. Zunächst wurden vorrangig Arbeitersiedlungen und benachbarte Industriebetriebe, und nur selten Dämme, militärische Hauptquartiere und Gestapo-Gefängnisse angegriffen.
Nachdem das Kriegskabinett in London am 13. Dezember 1940 einen gezielten schweren Vergeltungsschlag als Reaktion auf die Zerstörung Coventrys beschlossen hatte, war Mannheim am 16. Dezember 1940 das Ziel eines britischen Bombenangriffs. Zunächst warfen ausgewählte Bomberbesatzungen Brandbomben in das Stadtzentrum, die den nachfolgenden Bombern als Abwurfmarkierungen dienten. Das erklärte Ziel des Angriffs war das Niederbrennen des Stadtzentrums.
Ab Februar 1942 war es dem Bomber Command gestattet, im besetzten Frankreich industrielle Ziele zu bombardieren, die für die deutsche Rüstung arbeiteten. In der Nacht vom 3. auf den 4. März 1942 griff die Royal Air Force das Renault-Werk in Billancourt bei Paris an, in dem jährlich bis zu 18.000 LKW für die Wehrmacht produziert wurden. Der Angriff traf auch die unmittelbar am Werk gelegenen Unterkünfte von Arbeitern, 367 Franzosen kamen ums Leben, fast 10.000 wurden obdachlos. Die Zahl der Todesopfer überstieg die Zahl der bis zu diesem Zeitpunkt durch britische Bombenangriffe getöteten deutschen Zivilisten.

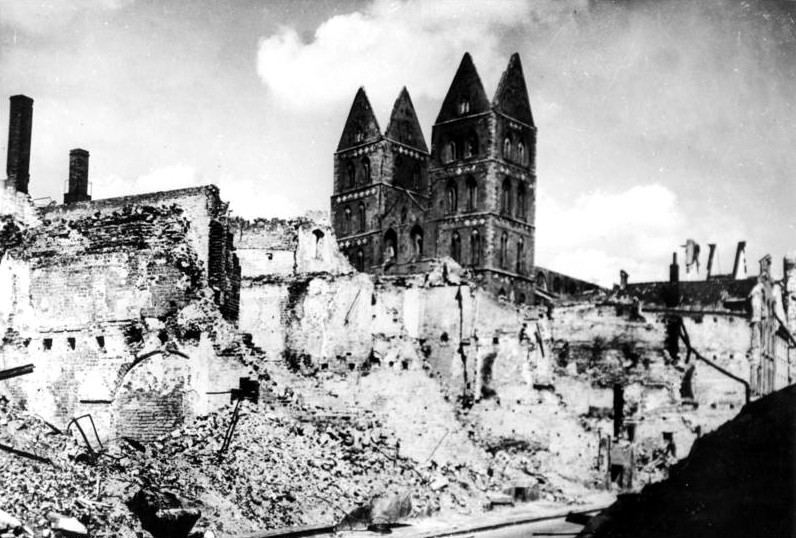
Lübeck, das zerstörte Kaufmannsviertel westlich der Marienkirche

In der Nacht vom 28. auf den 29. März 1942 kam es zu einem Angriff von 234 britischen Bombern auf Lübeck, einer Stadt, die in den Worten des Oberkommandierenden des Bomber Command „eher wie ein Feuerzeug als wie eine menschliche Siedlung“ gebaut war. Die 304 Tonnen Bomben, jeweils zur Hälfte Brand- und Sprengbomben, trafen die Lübecker Altstadt schwer, 320 Bewohner starben, 785 wurden verletzt, mehr als 15.000 wurden obdachlos und bis zu 3.400 Häuser wurden stark beschädigt oder zerstört. Der deutsche Propagandaminister Joseph Goebbels fertigte dazu eine Tagebuchnotiz, in der er die Zerstörung von Kunstwerken durch die „Barbaren“ beklagte.
Rostock war bereits 1940 ein Ziel von britischen Luftangriffen, diese galten aber den Industrieanlagen des Rüstungszentrums Rostock. In den Nächten vom 23. bis zum 27. April 1942 kam es zum „Viertagebombardement“ der Stadt, bei dem die nahegelegenen Heinkel Flugzeugwerke, weitere Rüstungsbetriebe und die historische Altstadt das Ziel von insgesamt mehr als 500 Bombern waren, die mehr als 800 Tonnen Bomben, zu 40 % Brandbomben, abwarfen. 204 Todesopfer und 89 Verletzte waren zu beklagen, seinerzeit war Rostock mit einem zu 70 % zerstörten Stadtzentrum die am schwersten getroffene Stadt Deutschlands.
Ungeachtet der Zerstörungen waren die Angriffe auf Lübeck und Rostock militärisch so unbedeutend, dass das Oberkommando der Wehrmacht sie in seinen Berichten nur am Rande erwähnte. Auch britische Auswertungen ergaben, dass der Schaden für die Industrieproduktion nur minimal war und binnen weniger Tage beseitigt werden konnte. Davon abweichend wurde in der alliierten öffentlichen Berichterstattung die „bedeutende“ Rolle Lübecks und Rostocks als Seehäfen und als Schwerpunkt der Rüstungsindustrie hervorgehoben.

## Nachwirkungen

### Militärische Reaktion
Die zeitliche Abfolge gegenseitiger Bombardierungen symbolischer Ziele durch die Kriegsparteien vermittelt den Eindruck, dass es sich um eine Reihe aufeinander folgender Schläge mit umgehender Vergeltung handelt. So wurde es von der Propaganda dargestellt, und die Behauptungen sind insbesondere für die deutsche Seite nicht völlig von der Hand zu weisen. Gleichwohl waren die britischen Angriffe auf Lübeck und Rostock Teil einer über längere Zeit entwickelten Militärstrategie, wie die nachfolgende Operation Millennium und die Flächenbombardierungen durch britische und amerikanische Bomber in den folgenden Kriegsjahren. Die „Baedeker-Angriffe“ waren im Gesamtzusammenhang gesehen nur eine Randnotiz in der Geschichte des Zweiten Weltkriegs, militärisch unbedeutend, mit vergleichsweise geringen Schäden, und – abgesehen vielleicht von den Angriffen auf Rostock im April 1942 – ohne Folgen, die direkt auf diese Angriffsserie zurückzuführen wären.
Die auf den deutschen Kriegsgegner abgeworfene Bombenlast nahm in der Folge dramatisch zu, in den Jahren 1939 bis 1942 wurden über Deutschland noch knapp 90.000 Tonnen Bomben abgeworfen, in den Jahren 1943 bis 1945 waren es fast 1,5 Millionen Tonnen. Die von der Luftwaffe über Großbritannien abgeladene Bombenlast betrug über die ganze Dauer des Krieges gerechnet nur drei Prozent dessen, was von britischen und amerikanischen Bombern über Deutschland abgeworfen wurde.
Im Bombenkrieg verlor die Royal Air Force 22.000 Flugzeuge mit fast 80.000 Mann, die amerikanische Bomberflotte 18.000 Flugzeuge mit fast 80.000 Mann. Die enorme Anzahl getöteter alliierter Flugzeugbesatzungen hat zu einem erheblichen Teil dazu beigetragen, dass das Bomberkommando bis in die jüngste Vergangenheit auf Seiten der Alliierten in weiten Teilen der Öffentlichkeit positiv wahrgenommen wurde. In Deutschland starben mehr als eine halbe Million Zivilisten, und der überwiegende Teil der 57.000 im Krieg verlorenen deutschen Flugzeuge fiel dem Bombenkrieg zum Opfer. Die deutsche Luftwaffe hatte 1939 gleich große Anteile von Jägern und Bombern, zum Kriegsende standen 90 % Jägern nur 10 % Bomber gegenüber. Dieses veränderte Zahlenverhältnis war durch die Notwendigkeit erzwungen worden, die anfliegenden alliierten Bomber zu bekämpfen. Mittelbare Folge war die reduzierte Einsatzfähigkeit der deutschen Luftwaffe an anderen Kriegsschauplätzen.
Die Bomberoffensive ist einerseits als die der Sowjetunion versprochene „zweite Front“ zu sehen, ihr wesentlicher militärischer Nutzen bestand in dem Binden von Ressourcen beim Kriegsgegner Deutschland. Davon profitierte, soweit es den Abzug von Verbänden der Luftwaffe betrifft, insbesondere die Sowjetunion ab Ende 1943.
Beeinträchtigt wurde diese Form der Kriegsführung immer wieder durch schlechtes Wetter, technische Fortschritte bei der deutschen Luftabwehr, und Verlegungen von Einsatzverbänden an andere Kriegsschauplätze. Die unmittelbare Wirkung, im Sinne der Zerstörung kriegswichtiger Ziele, war nur in den Fällen besonders groß, in denen einzelne Ziele immer wieder angegriffen wurden. Auch die Auswirkungen auf die Moral der Bevölkerung blieben hinter den Erwartungen zurück.

### Bomber’s Baedeker
Im Dezember 1940 und Januar 1941 griffen Bomber der Royal Air Force gezielt deutsche Raffinerien an, um die Kapazitäten zur Produktion von Treibstoffen einzuschränken, insbesondere jene für Flugbenzin. Am 28. Dezember 1940 ergab die Auswertung von Fotografien wenige Tage zuvor bombardierter Anlagen in Gelsenkirchen, dass kein großer Schaden entstanden war. Man kam zu der Auffassung, dass erfolgreiche Angriffe auf die Ölindustrie mit einer Präzision durchgeführt werden müssten, die damals noch nicht erreichbar war. So wurde diese Form der Bombardierungen für mehr als zwei Jahre eingestellt, obwohl die Abhängigkeit der deutschen Kriegsmaschinerie von der Herstellung von Raffinerieprodukten bekannt war.
Im November 1941 wurde in Großbritannien unter dem Codenamen „Unison“ ein Plan vorgelegt, bei Bombenangriffen mehr Brandbomben einzusetzen. Der Entwurf fiel zeitlich mit dem Beschluss zusammen, die Moral der deutschen Bevölkerung stärker zum Ziel der Angriffe zu machen (vgl. Area Bombing Directive). Zunächst wurden deutsche Städte nach ihrer Brandanfälligkeit aufgelistet. Wesentliche Kriterien für die Auswahl waren die Entfernung von Großbritannien und die leichte Identifizierbarkeit der Ziele. Ein wesentliches Motiv für den Plan war zudem die bisherige schlechte Trefferquote britischer Bomber. Zukünftig sollten von den ersten Bombern durch Brandbomben erzeugte Feuer als Zielmarke für die nachfolgenden Flugzeuge dienen. Der Plan wurde vorübergehend aufgegeben, doch in der Nacht vom 3. auf den 4. März 1942 beim Angriff auf die Renault-Werke bei Paris angewandt.
Das Luftfahrtministerium untersuchte im Januar 1942, welche Industrien als Ziele für Flächenbombardements besonders geeignet waren. Dabei waren drei Kriterien wesentlich: mögliche Ziele mussten groß, für die Bomber erreichbar und verwundbar sein. Das Ministerium für wirtschaftliche Kriegsführung erstellte einen ausführlichen Bericht, der die Zugänglichkeit, die Verwundbarkeit und die Konzentration einzelner Industriezweige beleuchtete. Genannt wurden sechs geeignete Industriezweige: Stromversorgung, Gummiproduktion, Rüstungsbetriebe einschließlich Flugzeugbau, Öl und andere Treibstoffe, Aluminiumindustrie, und Sodaproduktion. Der Bericht wies darauf hin, dass drei Städte, Schweinfurt, Jena und Stuttgart, im Fall von Flächenbombardements große Kollateralschäden erleiden würden.
Das Ministerium für wirtschaftliche Kriegsführung befasste sich mit der erneuten Auswertung früherer Berichte und mit einer Aufstellung deutscher Städte, die wirtschaftliche Bedeutung hatten und in denen Schlüsselindustrien angesiedelt waren, deren Ausfall Versorgungsengpässe bewirken und die deutsche Kriegsführung beeinträchtigen könnte. Gegen Ende 1942 war die Liste fertig, den aufgeführten Städten waren nach ihrer wirtschaftlichen Bedeutung im Verhältnis zur Größe (Key Point Ratio – KPR) und nach einer Bewertung ihrer wirtschaftlichen Bedeutung (Key Point Factor – KPF) Zahlenwerte zugeordnet. Diese Liste wurde dem Bomber Command als Hilfe für die Auswahl geeigneter Angriffsziele übergeben. Das Ministerium für wirtschaftliche Kriegsführung setzte allerdings andere Schwerpunkte als Luftfahrtministerium und Bomber Command, insbesondere im Sinn einer besonderen Hervorhebung der wirtschaftlichen Bedeutung möglicher Angriffsziele. Das Luftfahrtministerium folgte oft nicht den Einschätzungen über die Verwundbarkeit von Industrieanlagen, wodurch es wiederholt zu Spannungen zwischen den Ministerien kam.
Die „Abteilung Feind“ des Ministeriums für wirtschaftliche Kriegsführung gab am 2. Januar 1943 eine als geheim klassifizierte Beschreibung von 392 deutschen Städten mit mehr als 15.000 Einwohnern heraus, mit der die britischen Bombereinheiten versorgt wurden. Das dreiteilige Werk sollte gleichermaßen als Hilfsmittel für Flächen- und Präzisionsangriffe dienen. Zu diesem Zweck wurden Städte benannt, in denen die deutsche Rüstungsproduktion besonders schwer getroffen werden konnte. Zudem wurden jeweils wichtige Industrieanlagen angegeben, die als verwundbar eingeschätzt wurden. Diese Aufstellung wurde unter der Bezeichnung „The Bomber’s Baedeker“ bekannt.
Den aufgeführten Industrieunternehmen wurden drei Prioritätsstufen zugeordnet, die Unterteilung betraf Fabriken mit führender Rolle in der deutschen Kriegsführung, kleinere Anlagen in bedeutenden Industriezweigen, und Fabriken von geringer Bedeutung. Die angegebenen Ziele wurden in 14 verschiedene Industriezweige unterteilt, einige erscheinen offensichtlich kriegswichtig, wie die Flugzeugindustrie. Eine eigene Kategorie bildete z. B. die Lederindustrie. Zusätzlich waren für die Orte Angaben über die geografische Lage, die Einwohnerzahl, die Entfernung von Großbritannien und eine allgemeine Beschreibung enthalten.
Im April 1944 erschien eine zweite Auflage unter dem Titel The Bomber’s Baedeker. Guide to the Economic Importance of German Towns and Cities, 2nd (1944) Edition. Diese Ausgabe umfasste zwei Bände, Aachen bis Küstrin und Lahr bis Zwickau, und enthielt auch kleine Orte unter 1000 Einwohnern, sofern sie Standorte kriegswichtiger Industrien waren. Die Priorisierung der Ziele war nun differenzierter, neben den Kategorien 1 bis 3 gab es eine Kategorie 1+ für Fabriken von außerordentlicher Bedeutung für die deutsche Kriegsführung, und eine Kategorie ohne Prioritätsziffer für unbedeutende Fabriken oder solche, bei denen die verfügbaren Informationen keine Einstufung ermöglichten.
Im Zeitraum von der Herausgabe der ersten bis zur zweiten Auflage wurden die Einschätzungen in vielen Fällen geändert. Der Rangierbahnhof Hohenbudberg bei Krefeld erhielt 1943 wegen seiner Kapazität von 6700 Waggons täglich die Prioritätsstufe 1 zugeordnet, so waren auch die zum Konzern I.G. Farben gehörenden Chemischen Fabriken vorm. Weiler-ter Meer im benachbarten Uerdingen eingestuft. Im folgenden Jahr wurden beide Objekte auf die niedrigere Priorität der Stufe 2 gesetzt.
Über den Zeitpunkt und die Gründe für die Namensgebung des „Bomber’s Baedeker“ kann nur spekuliert werden. Einerseits war „Baedeker“ bereits vor dem Zweiten Weltkrieg und später auch unabhängig von Kriegsereignissen in der englischsprachigen Welt eine gängige Bezeichnung für „Reiseführer“. Andererseits waren nach den deutschen Angriffen „Baedeker Blitz“, „Baedeker Bombing“ und „Baedeker Raid“ in den Medien häufig verwendete Begriffe. Dass mit dem Titel des Werks eine Anspielung auf die deutschen Luftangriffe beabsichtigt war, ist wahrscheinlich.
Noch heute können die beiden Ausgaben des „Bomber’s Baedeker“ im Rahmen der Suche nach nicht detonierten Kampfmitteln, neben anderen Zielverzeichnissen der Alliierten und deren Luftbildaufnahmen, eine wichtige Rolle spielen. Die Angaben können bei der Untersuchung eines Verdachtsgebiets Hinweise auf seinerzeit vorhandene potentielle Angriffsziele und, in Verbindung mit anderen Quellen, auf die vermutlich eingesetzten Bombentypen geben.

Emblem der Haager Konvention von 1954

### Schutz von Kulturgütern in Konflikten
Die in Großbritannien besonders große Wertschätzung für architektonisch und historisch wertvolle Gebäude, gerade in kleinen und mittleren Städten, hat in der heutigen Form zumindest in Teilen ihren Ursprung in den Baedeker-Angriffen von 1942, in den anderen Zerstörungen britischer Kulturgüter während des „London Blitz“ und bei dem Angriff auf Coventry. Darüber hinaus wird die Auffassung vertreten, dass die Angriffe die zuvor im öffentlichen Bewusstsein nur lokal bedeutenden Kulturgüter erst zu nationaler Bedeutung emporgehoben haben.
Die Bemühungen kriegführender Staaten zum Schutz von Kulturgütern auch im Gebiet des Feindes gehen auf den Zweiten Weltkrieg zurück. In den Vereinigten Staaten wurde bereits im Kriegsjahr 1943 die American Commission for the Protection and Salvage of Artistic and Historic Monuments in War Areas eingerichtet. Die Behörde wurde insbesondere aus Anlass des von den Deutschen systematisch betriebenen Raubs von Kunst aus Kriegsgebieten gegründet, war aber beim Fortschreiten des Krieges auch in Bezug auf die Situation in Deutschland tätig. Britische und amerikanische Truppen hatten spezielle Einheiten, beispielsweise die Monuments, Fine Arts, and Archives Section (MFAA), deren Aufgabe in der Sicherung bedrohter Kulturgüter bestand.
In den im Zweiten Weltkrieg verübten gezielten Angriffen auf Kulturgüter, nicht nur durch die Baedeker-Angriffe, wird der Ausgangspunkt für den internationalen Schutz von Kulturgütern im Krieg gesehen, zum Beispiel durch die Haager Konvention zum Schutz von Kulturgut bei bewaffneten Konflikten von 1954 oder durch die Welterbekonvention von 1972.

### Epilog

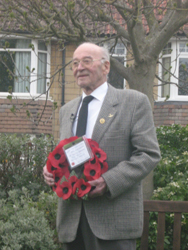
Willi Schludecker besucht am 25. April 2008 den Gedenktag in Bath, England

Der relativen Bedeutungslosigkeit der Baedeker-Angriffe in der Militärgeschichte steht die Wahrnehmung der unmittelbar Betroffenen gegenüber. Mehr als Tausend Menschen starben, Tausende wurden verletzt, die Zahl ihrer Angehörigen und Freunde geht in die Zehntausende, von den materiellen Schäden waren die Bevölkerungen der Städte insgesamt betroffen, und im kollektiven Bewusstsein der angegriffenen Städte sind die Baedeker raids bis heute präsent. Noch heute werden alljährlich Gedenkfeiern an den Jahrestagen der Angriffe abgehalten, insbesondere zu „runden“ Tagen der Wiederkehr der Ereignisse. Die Rückkehr eines deutschen Bomberpiloten an den Ort, den er Jahrzehnte zuvor im Rahmen der „Baedeker-Angriffe“ bombardiert hatte, fand im Jahr 2008 in den britischen Medien besondere Aufmerksamkeit.
Der 87-jährige ehemalige Luftwaffenpilot Willi Schludecker besuchte die Stadt Bath, um am 25. April 2008 an den jährlichen Feiern zum Gedenken an die Bombenangriffe teilzunehmen. Schludecker hatte im Zweiten Weltkrieg mehr als 120 Einsätze für die deutsche Luftwaffe geflogen, davon 32 gegen Großbritannien, Bath wurde von ihm zweimal bombardiert. Während eines Gedenkgottesdienstes nannte er als Grund für seinen Eintritt in die Luftwaffe, dass er einfach nur fliegen wollte, und bat die Bevölkerung von Bath um Vergebung für „all das Leid und den schrecklichen Schaden“, den er 1942 über die Stadt gebracht hatte.
Willi Schludecker starb am 17. Juni 2010 im Alter von 89 Jahren in Köln.